# Liebherr LTM 11200
La LTM 11200 est une grue mobile du constructeur Liebherr, produite à Ehingen (Donau). Il s'agit de la grue mobile à flèche télescopique la plus haute de la gamme du constructeur et l'une des trois plus puissantes du marché. Elle a été présentée pour la première fois à l'occasion du salon Bauma en 2007. Elle est la première grue télescopique à pouvoir soulever 1 200 t. Le premier exemplaire a été livré à Mammoet en 2008. Elle peut être utilisée pour ériger une éolienne.

## Caractéristiques techniques
La Liebherr LTM 11200-9.1 (nom complet) présente une configuration de grue géante : la charge maximale d'utilisation (CMU) est de 1 200 t pour une portée de 2,5 m et un contrepoids de 202 t, les 2 bras de renfort (haubanage) disposés en « Y » permettant d'augmenter la capacité de charge. Sans l'équipement spécial complet, la CMU est de « seulement » 363 t à 3,5 m. Le châssis comporte 9 essieux, tous directeurs, et 4 sont moteurs. La flèche télescopique d'une longueur maximale de 100 m possède 8 parties ; une fléchette à treillis (extension à volée variable) peut ajouter 126 m, pour une hauteur de levage maximale de 188 m. Chacun des 4 vérins hydrauliques de calage peut supporter jusqu'à 200 t. Sur la plaque de base de 22 t du contrepoids, il est possible d'empiler jusqu'à 16 blocs en fonte haute densité d'un poids de 10 t chacun, et 4 blocs de 5 t chacun, soit un lest total de 202 t. La flèche télescopique est transportée séparément sur une semi-remorque ; elle pèse entre 52 et 104 t selon sa configuration.
| Liebherr LTM 11200-9.1 (autres données) | Liebherr LTM 11200-9.1 (autres données)                                           |
| Paramètres                              | Valeurs                                                                           |
| --------------------------------------- | --------------------------------------------------------------------------------- |
| Moteur du châssis                       | Liebherr DB9508 A7 V8 turbo-diesel de 500 kW (680 ch) à 1 900 tr/min et 3 000 N m |
| Poids total sur voie publique           | 108 t                                                                             |
| Vitesse maximale sur voie publique      | 75 km/h                                                                           |
| Dimensions (L x l)                      | 19,94 × 3,00 m                                                                    |

## Grues concurrentes
La CMU de ce modèle est égalée par l'AC1000 de Terex et la QAY1200 de XCMG.
La grue pilote QAY 2000 de Zoomlion, apparue en 2012, affiche quant à elle une CMU de 2 000 t.